# Jimmy Hughes (Fußballspieler, 1918)
James Horace „Jimmy“ Hughes (* 28. August 1918 in Leeds; † 10. November 1979 in Ferndown) war ein englischer Fußballspieler.

## Karriere
Hughes, Sohn des Fulham Parks Superintendent F. H. Hughes, erfuhr seine Schulbildung an der Regent Street Polytechnic, mit dessen Fußballteam gewann er in einem Jahr fünf Titel.  Nach seinem Schulabschluss wurde er Telefontechniker beim Post Office, mit den Post Office Engineers spielte er in der London League. Während des Zweiten Weltkriegs diente Hughes im Rang eines Captains im Royal Corps of Signals und war ein bekannter Amateurfußballer. Obwohl bereits während des Kriegs mit Fulham assoziiert, kam er in den kriegsbedingten Ersatzwettbewerben zu keinem Einsatz für Fulham. Stattdessen wurde er im Januar 1944 anlässlich eines Militär-Auswahlspiels zwischen Northern Command und den polnischen Streitkräften in Catterick (Endstand 3:2) als Kapitän nominiert, auch im Dezember 1944 repräsentierte er anlässlich eines Spiels gegen die norwegischen Streitkräften im Roker Park von Sunderland das Northern Command.
Ab September 1946 zählte er zum Kader des Hauptstadtklubs FC Fulham und gab im Dezember 1946 gemeinsam mit Mark Radcliffe bei einer 0:1-Niederlage bei Coventry City sein Debüt in der Football League Third Division South. Der Auftritt blieb zugleich Hughes einziger Pflichtspieleinsatz für die erste Mannschaft von Fulham, in den folgenden Jahren spielte er im Reserveteam als linker Verteidiger, linker Läufer oder rechter Halbstürmer. Im März 1949 wechselte er gemeinsam mit Cliff Lloyd in die Kent League zum FC Margate. Dort etablierte er sich umgehend als linker Verteidiger und wurde zur Saison 1949/50 Mannschaftskapitän. Hughes verließ Margate aber aus beruflichen Gründen bereits nach 27 Pflichtspieleinsätzen zum Jahresende 1949 und zog nach Great Yarmouth.
Dort schloss er sich dem FC Gorleston an und debütierte im Januar 1950. Im FA Cup 1951/52 erreichte er mit dem Klub die erste Hauptrunde; gegen Leyton Orient, Klub aus der Third Division South, spielte Gorleston mit Hughes in der Verteidigung zwei Mal Unentschieden, bevor man durch eine 4:5-Niederlage im Londoner Highbury im zweiten Wiederholungsspiel aus dem Wettbewerb ausschied. In der Saison 1952/53 gewann die Mannschaft den Meistertitel in der Eastern Counties Football League, die Mannschaft bestand fast vollständig aus Profis und in der Defensive fanden sich neben Hughes mit Torhüter Don Edwards (Norwich City), Verteidigerkollege Willie McCrindle (Newport County) und dem linken Läufer Harry Chapman (Notts County) weitere frühere Football-League-Spieler. Im Sturm waren Jack Hunter (71 Saisontore) und Tim Coleman (50 Saisontore) die Garanten, dass mit 114 Ligatoren ein ligainterner Rekord aufgestellt wurde.